# Менендес, Франсиско
Франси́ско Мене́ндес Вальдивье́со (исп. Francisco Menéndez Valdivieso, 3 декабря 1830 — 22 июня 1890) — президент Сальвадора в 1885–1890 годах. 

## Биография
Родился в Ауачапане 3 декабря 1830 в семье богатых землевладельцев.
В 1858 женился на Бонифации Саласар. Начал свою военную карьеру в 1860 году в качестве офицера сальвадорской армии при президенте Херардо Барриосе. В 1871 году принял активное участие в перевороте, возглавленном генералом Сантьяго Гонсалесом Портильо, свергнувшей консервативного президента Франсиско Дуэньяса.
В 1876 году он поддержал правительство либерала Рафаэля Сальдивара, но после конфронтации с новым президентом ему пришлось отправиться в изгнание в Гватемалу.
15 мая 1885 в Санта-Ане поднял восстание, поддержанное сальвадорскими и никарагуанскими либералами. 22 июня 1885 стал президентом Сальвадора. Созванный в им 1886 году Национальный конституционный конгресс утвердил 13 августа 1886 новую конституцию (8-я в истории страны, действовала до 1939 года). В 1887 году был избран конституционным президентом.
Во время его правления были построены первые железные дороги, появились телефоны и другие коммуникационные сети, что облегчило торговлю и географическое объединение Сальвадора, продвигал выращивание кофе в западной части страны.
22 июня 1890 года был свергнут генералом Карлосом Эсетой. Умер в тот же день от сердечного приступа. Похоронен на кладбище Прославленных (Cementerio de los Ilustres).
Его правнук, Рикардо Вальдивьесо — известный сальвадорский предприниматель и крайне правый политик.